# Phelsuma gigas
Espèce
Synonymes
- Phelsuma newtoni Günther, 1877

Statut de conservation UICN

 EX  : Éteint
Statut CITES
Phelsuma gigas est une espèce éteinte de geckos de la famille des Gekkonidae.

## Répartition
Cette espèce était endémique de Rodrigues.

## Description

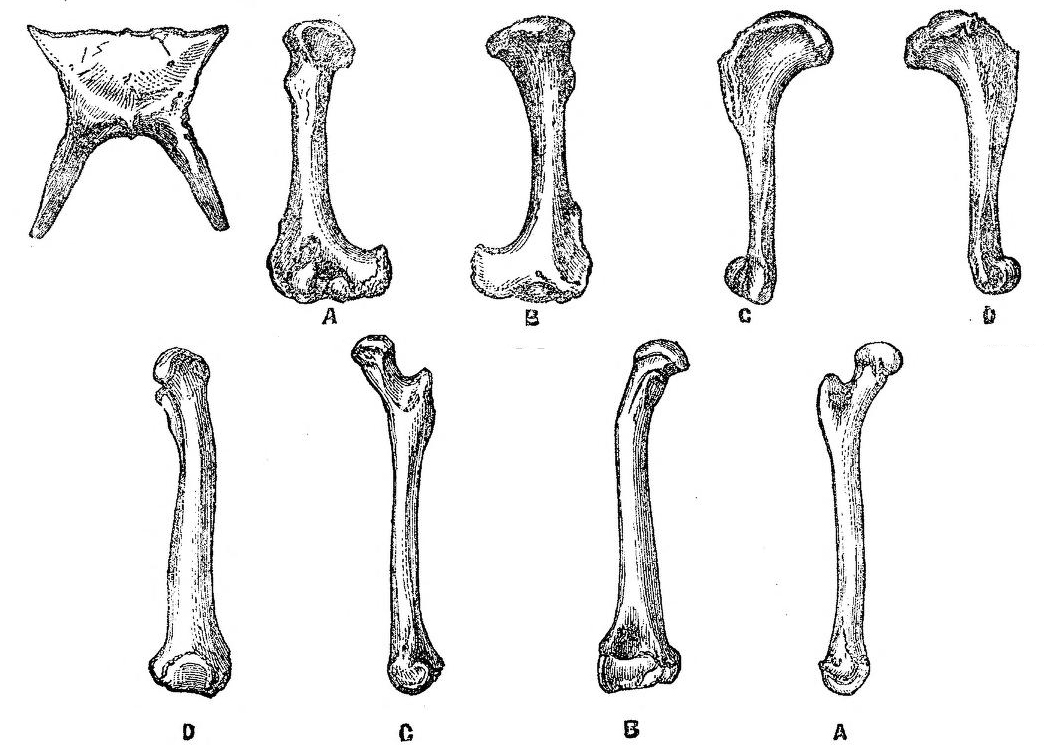
squelette de Phelsuma gigas

C'était un gecko diurne et arboricole, il était gris à gris-brun, avec des points noirs irréguliers. Il mesurait jusqu'à 440 mm.
L'espèce a été reconnue disparue en 1994 par l'UICN, le dernier spécimen connu a été décrit en 1842 et il ne reste plus que quelques squelettes aujourd'hui.

## Alimentation
Ce gecko était insectivore et consommait également des nectars de fruit.

## Publication originale
- Liénard, 1842 : Descriptions de reptiles, de poissons et de crustacés. Rapport de la Société d'Histoire Naturelle de Maurice, n. 13, p. 55-57.